# Herc's Adventures
Herc's Adventures — пригодницька відеогра, випущена 1997 року LucasArts Entertainment на гральних консолях PlayStation та Sega Saturn. Реліз для PlayStation відбувся у всьому світі, а версія для Sega Saturn вийшла тільки у Північній Америці.
За стилістикою та ігровим процесом схожа на Zombies Ate My Neighbors. Пригоди відбуваються у Стародавній Греції. Для гри доступні три персонажі: Геркулес, Ясон, чи Аталанта.

## Ігровий процес
Персонажі підбирають різну зброю та предмети, серед яких: перцевий подих проти бджіл і ос, морозний подих, що заморожує ворогів, блискавка, яка влучає в ціль електричною енергією, списи, пастки для кабанів, палкі списи (використовуються проти Гідри, для запобігання реформуванню голови), бомби, зла скринька Пандори, яка, коли її відкривають, вивільняє погану погоду, лялька, що мініатюризує будь-яку ціль і лазерний пістолет. Серед предметів — зілля Цирцеї, яке перетворювало гравця на свиню, щоб помістити в маленькі нори, голови Медузи й Мінотавра та золоте руно (яке відкриває ворота підземного світу Аїда).
Гіроси підвищують шкалу здоров'я гравця і кожен герой має другу шкалу сили, яка зменшується щоразу, коли він біжить або бере важкий предмет. Здоров'я і силу збільшують, купуючи уроки у тренера важкоатлета або знаходячи червоні сердечка.
Кожного разу, коли гравці помирають, їх відправляють у підземний світ і їм потрібно пробиватися до виходу у світ живих. Чим більше вони вмирають, тим далі їх відправляють у підземний світ, що ускладнює вихід звідти. П'ятикратна смерть закінчується поразкою у грі.
За винятком перемикання в розділ підземного світу та з нього, ігровий світ представлений як відкрита окрема карта, без будь-яких екранів завантаження чи проміжних сторінок між областями.
| Відеоігри | Це незавершена стаття про відеоігри. Ви можете допомогти проєкту, виправивши або дописавши її. |